# Bakonya (Magyarország)
Bakonya község Baranya vármegyében, a Pécsi járásban.

## Fekvése
A Nyugati-Mecsekben fekszik, Pécstől mintegy 15 kilométerre.  Közigazgatási területe kelet felől Kővágótöttössel, dél felől Bicsérddel, nyugat felől Bodával, északnyugat felől pedig Hetvehellyel szomszédos, és észak-északnyugat felől csúcspontosan határos Bükkösddel is.

### Megközelítése
Közigazgatási területének déli peremén húzódik a 6-os főút, ezen érhető el a legkönnyebben Budapest-Szekszárd-Pécs és Szigetvár-Barcs felől is. Lakott területére azonban csak a 6605-ös útból délnek kiágazó 66 134-es számú mellékút vezet, illetve Kővágótöttös felől elérhető egy változó minőségű önkormányzati úton is.

## Története

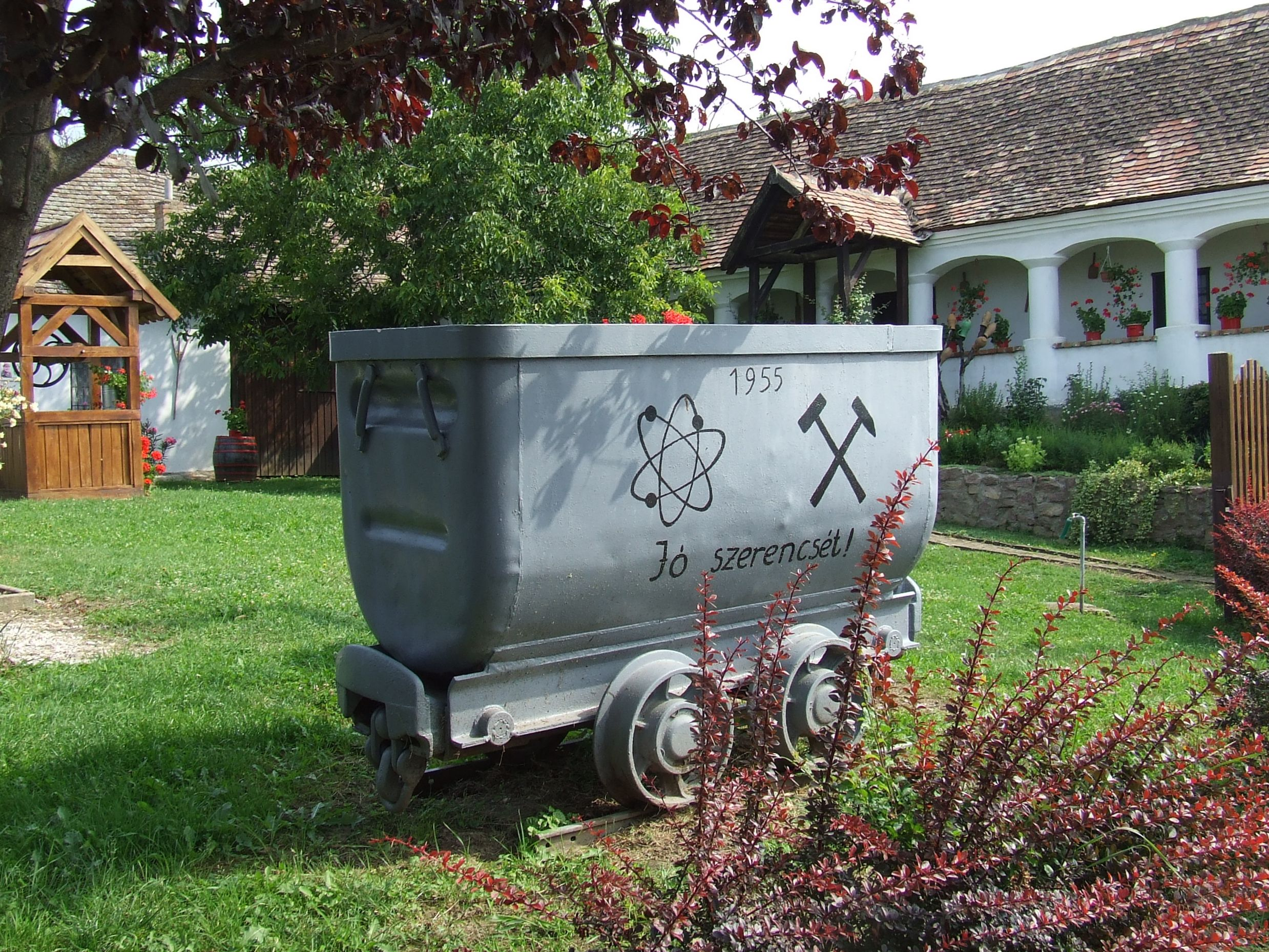
A helyi uránbányász-emlékmű

Bakonya Baranya vármegye legősibb falvainak egyike, az újkőkorszaki vonaldíszes kerámia kultúrájának népe élt itt, amiről kis kerámiatöredékek tanúskodnak. Később, a Krisztus előtti 3–4. században a feltárt leletek szerint kelták lakták.
Első fennmaradt írásos említése 1235-ből való. Elnevezése a szláv eredetű bukovina – bükkös, bükkerdő – szóból ered. II. Endre király korabeli levele arra utal, hogy akkor a pécsi székesegyházhoz tartozott.
Lakosai egészen a közeli uránbánya feltárásáig, azaz az 1950-es évek közepéig túlnyomórészt mezőgazdasággal foglalkozó emberek voltak, de a magyarországi uránércbányászat elkezdődésekor többségük bányász lett, vagy valamilyen az uránbányászathoz kapcsolódó, azt kiszolgáló szolgáltatóipari munkát végzett. A bánya 1989-es bezárása után a falu hanyatlásnak indult.

## Közélete

### Polgármesterei
- 1990–1994: Vakaró András (független)[3]
- 1994–1998: Vakaró András (független)[4]
- 1998–2002: Varga István (független)[5]
- 2002–2006: Varga István Csaba (független)[6]
- 2006–2010: Varga István (független)[7]
- 2010–2014: Varga István Csaba (független)[8]
- 2014–2019: Varga István Csaba (független)[9]

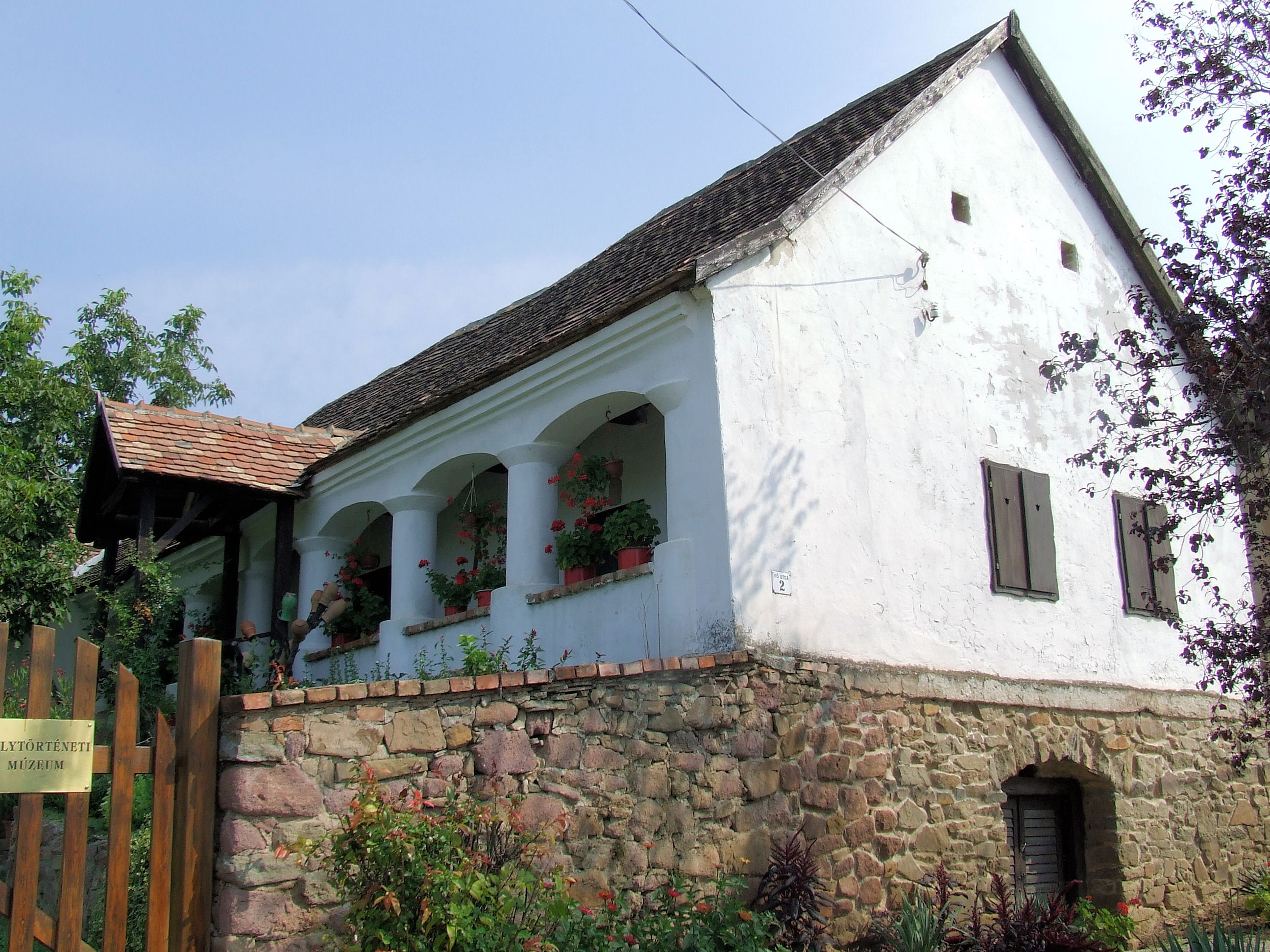
helytörténeti múzeum

- 2019–2024: Janz Anikó (független)[10]
- 2024– : Seres József (független)[1]

## Népesség
A település népességének változása:
| Lakosok száma | 330  | 328  | 322  | 336  | 338  | 342  | 337  | 342  |
|               | 2013 | 2014 | 2015 | 2019 | 2021 | 2022 | 2023 | 2024 |

A 2011-es népszámlálás során a lakosok 94,9%-a magyarnak, 15,2% cigánynak, 0,9% horvátnak, 0,6% lengyelnek, 2,1% németnek mondta magát (3,9% nem nyilatkozott; a kettős identitások miatt a végösszeg nagyobb lehet 100%-nál). A vallási megoszlás a következő volt: római katolikus 49,9%, református 1,2%, evangélikus 0,9%, görögkatolikus 0,3%, felekezeten kívüli 26% (20,6% nem nyilatkozott).
2022-ben a lakosság 70,2%-a vallotta magát magyarnak, 17,3% cigánynak, 1,8% németnek, 0,3% görögnek, 1,5% egyéb, nem hazai nemzetiségűnek (29,5% nem nyilatkozott; a kettős identitások miatt a végösszeg nagyobb lehet 100%-nál). Vallásuk szerint 21,1% volt római katolikus, 0,6% református, 21,3% felekezeten kívüli (57% nem válaszolt).

## Nevezetességei
- Szent György nevére szentelt római katolikus temploma Árpád-kori, a 13. századból származó építmény; többszöri átépítés után nyerte el jelenlegi, barokk stílusú alakját.
- Plébániaháza a 18. század végén épült.

## Ismert emberek
- Itt élt és alkotott Vörös Vince kisgazdapárti politikus, író, gazda. 1941-ben a Magyar Parasztszövetség alapító tagja, majd titkára, 1944-től a nemzetgyűlés tagja, a Magyar Közösség elleni kirakatper egyik vádlottja volt. 1989 júniusától az újjáalakult FKgP pártelnöke. 1990-ben képviselővé, május 2-án az Országgyűlés alelnökévé választották.
- Itt született 1950. június 21-én Csoma Dezső esperes-plébános.